# Manuel Bandeira
Manuel Carneira de Souza Bandeira Filho (Recife, 1886. április 19. – Rio de Janeiro, 1968. október 13.) brazil író, költő, újságíró.

## Élete
Régi arisztokrata családba született a brazil császárság végnapjaiban, az akkoriban még erősen elmaradott Pernambucoban. Családja többször változtatta lakhelyét; Rióba, vissza Recifébe, majd megint Rióba költöztek. Bandeira 1903-ban São Pauloban kezdte meg építészeti tanulmányait, de egy évvel később gümőkórral fertőződött meg, és több évtizeden keresztül küzdött életéért.  1913-ban orvosai a svájci Clavadelbe (Davos mellett) küldték, ahol egy Varázshegy-szerű tüdőszanatóriumban megismert baráti kör, különösen a magyar Picker Károly és a francia Paul Éluard a költészet irányába terelte. Hatással voltak rá Charles Baudelaire és Stéphane Mallarmé munkái is.
1914-ben visszatért Brazíliába. Első verseskötetét 1917-ben adta ki Cinza das Horas (Órák hamvai) címmel, amely viszonylag ismeretlen maradt, de később a brazil modernizmus előfutárát látták benne. 1919-ben követte a Carnaval, majd 1924-ben az O ritmo dissoluto, de csak negyedik kötete, a modernizmust és a francia libertinizmust ötvöző, a szimbolizmust maga mögött hagyó Libertinagem (1930) hozta meg az áttörést, melynek egyes versei helyet kaptak a modernizmus kánonjában.
1940-ben a Brazil Szépirodalmi Akadémia tagjává választották.
Hatalmas műveltségű, nemcsak modernista hanem modern költő is volt, verseiben (melynek legtöbbjéhez egyébként a mindennapi életből, hírekből merített ihletet) számos utalás van a portugál katolikus kultúrára, történelemre, hagyományokra, spiritualitásra.

## Kulturális hatása
Mikor Manuel Bandeira Rio de Janeiroba költözött, a bérház lakóközössége egy örökös parkolóhelyet adományozott neki az épület előtt, melyen egy zománcozott tábla hirdette: Poeta, vagyis A költő. Ez a kis mozzanat is érzékelteti, hogy Bandeirát mekkora megbecsülés övezte életében, sőt azt is, hogy a brazil kultúrában milyen előkelő helyet foglalnak el a költők. A Poeta nemcsak egy foglalkozást jelöl, hanem egy igen megtisztelő kifejezés (kb. mint magyarban a Mester), és minden olyan köztiszteletben álló személyre is alkalmazzák, akik nem foglalkoznak költészettel. Bandeirának egyébként nem volt automobilja, és vezetni sem tudott.

## Művei

### Vers
- A Cinza das Horas, 1917
- Carnaval, 1919
- O Ritmo Dissoluto, 1924
- Libertinagem, 1930
- Estrela da Manhã, 1936
- Lira dos Cinquent'anos, 1940
- Belo Belo, 1948
- Mafuá do Malungo, 1948
- Opus 10, 1952
- Estrela da tarde, 1960
- Estrela da Vida Inteira, 1968

### Próza
- Crônica da Província do Brasil - Rio de Janeiro, 1936
- Guia de Ouro Preto, Rio de Janeiro, 1938
- Noções de História das Literaturas - Rio de Janeiro, 1940
- Autoria das Cartas Chilenas - Rio de Janeiro, 1940
- Apresentação da Poesia Brasileira - Rio de Janeiro, 1946
- Literatura Hispano-Americana - Rio de Janeiro, 1949
- Gonçalves Dias: biografia - Rio de Janeiro, 1952
- Itinerário de Pasárgada - Jornal de Letras, Rio de Janeiro, 1954
- De Poetas e de Poesia - Rio de Janeiro, 1954
- A Flauta de Papel - Rio de Janeiro, 1957
- Andorinha, Andorinha - José Olympio - Rio de Janeiro, 1966
- Colóquio Unilateralmente Sentimental - Editora Record -  Rio de Janeiro, 1968